# Malyschewa
Malyschewa (russisch Малышева) ist eine Siedlung städtischen Typs in der Oblast Swerdlowsk (Russland) mit 9544 Einwohnern (Stand 14. Oktober 2010).

## Geographie
Die Siedlung liegt im Westen des Westsibirischen Tieflandes, etwa 60 km Luftlinie nordöstlich der Oblasthauptstadt Jekaterinburg.
Malyschewa bildet einen eigenständigen Stadtkreis. Es befindet sich 13 km nordwestlich des Zentrums der Stadt Asbest.

## Geschichte
Die Geschichte des Ortes beginnt mit dem Fund von Smaragden am nahen Bach Tokowaja 1831. Zwei Jahre später wurde dort auch Phenakit gefunden, für den die Smaragdmine von Malyschewa zur Typlokalität wurde.
Im Verlauf des 19. Jahrhunderts wurden mehrere Lagerstätten entdeckt, der Smaragd vorwiegend als Schmuckstein verwendet. Einige kleinere Bergarbeitersiedlungen entstanden.
Ab den 1930er Jahren wurden die Vorkommen in größerem Umfang für die Beryllium-, später auch Tantal- und Niobgewinnung genutzt. Die Erzabbau- und Verarbeitungskapazitäten wurden insbesondere in den 1960er Jahren erheblich erweitert; die Siedlung wuchs und erhielt 1967 den Status einer Siedlung städtischen Typs. Zwischen 1967 und 1992 wurden die Lagerstätten Kwartalnoje und Lipowy Log bis zu einer Tiefe von 220 m im Tagebau abgebaut.

### Bevölkerungsentwicklung
| Jahr | Einwohner |
| ---- | --------- |
| 1970 | 7.651     |
| 1979 | 10.297    |
| 1989 | 12.668    |
| 2002 | 10.121    |
| 2010 | 9.544     |

Anmerkung: Volkszählungsdaten

## Wirtschaft und Infrastruktur
Ortbildendes Unternehmen ist die Malyschewer Bergbauverwaltung (Malyschewskoje rudouprawlenije, MRU), die heute vorwiegend Feldspäte, Muskovitglimmer und Smaragde aus dem bis 1992 geförderten Abraum der Lagerstätten Kwartalnoje und Lipowy Log extrahiert.
Die nächstgelegene Bahnstation befindet sich in Asbest und ist Endpunkt einer Nebenstrecke, die bei Belojarski von der Transsibirischen Eisenbahn abzweigt. Auf ihr besteht auch Vorortzugverkehr nach Jekaterinburg.
Anschluss an das Straßennetz besteht ebenfalls über Asbest und das an der Regionalstraße R351 Jekaterinburg – Tjumen gelegene Belojarski.